# Sandro Piccinini
Pour les articles homonymes, voir Piccinini.
Alessandro Piccinini (Rome 17 avril 1958) dit Sandro Piccinini, est un journaliste, animateur de télévision et commentateur sportif italien. Est le fils de Alberto Piccinini, un ancien joueur de Juventus et Milan AC.

## Biographie
Après avoir travaillé pendant un certain télévision privée romaine, Piccinini collaboré avec Rete 4 (quand il était encore détenu par Silvio Berlusconi) et en 1987 il a été embauché par le groupe Fininvest en tant que commentateur sportif et animateur de télévision. De 1987 à 1990 commenté plusieurs matchs de football pour la télévision TV Koper-Capodistria (Championnat d'Europe 1988 et le tournoi olympique à Séoul).
Depuis 1992 est l'un des commentateurs de Fininvest/Mediaset pour le match de Ligue de champions et en 1996, a déclaré que le match de football Hongrie-Italie, le premier match de la Nationale italienne non-diffusion par la télévision publique.
En Italie, il est connu pour certaines expressions récurrentes pendant le commentaire, par exemple : Brivido! (Tressaillement!), Mucchio selvaggio (Empiler sauvage), Numero! (Nombre!), Sciabolata morbida (sabre souple), Non va!^ (N'y allez pas!), Botta incredibile! (Souffler incroyable!) et Rete! (Gol!) quand une équipe marque un but.